# Madame Roland
Madame Roland, Manon Roland, właśc. Jeanne Marie Philipon Roland de la Platière  (ur. 17 marca 1754, zm. 8 listopada 1793) – francuska działaczka polityczna.
Urodziła się w rodzinie mieszczańskiej jako Marie-Jeanne Phlipon. Ponieważ była jedynaczką, cała uwaga rodziny skupiła się na zapewnieniu jej jak najlepszej, przystającej jej płci, edukacji, choć w dużej mierze Manon była samoukiem. Jako młoda dziewczyna obracała się w wyższych sferach, a nawet jakiś czas spędziła w Wersalu, z którego wyniosła dość gorzkie doświadczenia. W roku 1781 wyszła za mąż za dwa razy od niej starszego Jeana Marie Rolanda de la Platière.
W okresie Wielkiej Rewolucji Francuskiej wraz z mężem przeprowadzili się do Paryża i stali się ważnymi figurami na scenie politycznej – we dwoje nieformalnie przewodzili tzw. Żyrondzie. Manon prowadziła swój salon polityczny, w którym spotykały się najważniejsze osobistości Rewolucji. Była wielką przeciwniczką Maksymiliana Robespierre’a i jakobinów. Była również znana ze swojej działalności dobroczynnej i społecznej. Manon optowała za przekształceniem Królestwa Francji w demokratyczną republikę. Wiele wskazuje na to, że gdy jej mąż po obaleniu monarchii został ministrem spraw wewnętrznych, to ona tak naprawdę wydawała mu polityczne dyrektywy, choć nigdy się do tego publicznie nie przyznała.
Po obaleniu rządu Żyrondy i dojściu do władzy stronnictwa jakobinów została aresztowana (i to jako pierwsza) i osądzona wraz z ponad 20 innymi żyrondystami, oskarżona o zdradę i skazana na śmierć. Wyrok publicznie wykonano 8 listopada 1793 przez ścięcie na gilotynie. Na wieść o jej śmierci jej zrozpaczony mąż, Jean Roland, popełnił samobójstwo.
W czasie pobytu w więzieniu, oczekując na proces i egzekucję, Madame Roland napisała swoje słynne pamiętniki, wydane także po polsku.

## W literaturze
Madame Roland jest jedną z głównych bohaterek powieści Jakobini Teodora Jeske-Choińskiego.